# Raiffeisen Bank România
Raiffeisen Bank România este o subsidiară a băncii austriece Raiffeisen Zentralbank.
Raiffeisen Bank România a rezultat prin fuziunea, încheiată în iunie 2002, a celor două entități deținute de Raiffeisen Zentralbank Oesterreich AG (RZB) în Romania - Raiffeisenbank (România), înființată în 1998 ca subsidiară a Grupului RZB și Banca Agricolă, achiziționată în 2001.
Din punct de vedere al cotei de piață, Raiffeisen ocupa la sfârșitul anului 2006 locul trei, după Banca Comercială Română și Banca Română pentru Dezvoltare, cu 8%.

## Istoric
În aprilie 2001, Autoritatea pentru Privatizare și consorțiul format din Fondul Româno-American de Investiții și Raiffeisen Zentralbank din Austria au semnat contractul de privatizare a Băncii Agricole, valoarea tranzacției ridicându-se la 52 milioane de dolari.
Dacă până la momentul privatizării serviciile oferite de Banca Agricolă se adresau într-o proporție semnificativă mediului rural, după preluarea ei de către Raiffeisen zona de interes s-a mutat aproape integral în mediul urban.
La data de 20 martie 2013, Raiffeisen Bank a preluat divizia de credite retail a CitiBank România.
În luna iunie 2015, Raiffeisen Bank a introdus în oferta posibilitatea cumpărării de credite de nevoi personale fără adeverință de venit.
La începutul anului 2016, Raiffeisen Bank a devenit prima bancă din România care a crescut avansul la creditele imobiliare în lei și euro, la 35%, respectiv 40%.

## Divizii
Raiffeisen Investment AG (RIAG), divizia de investment banking a grupului Raiffeisen, cu afaceri de 0,4 milioane euro în anul 2006.
Raiffeisen Financial Advisers România (RFAR) a fost înființată în iulie 1998, fiind controlată în proporție de 100% de către Raiffeisen Investment AG.
Compania oferă servicii de consultanță financiară, due dilligence, fuziuni și achiziții, evaluare planuri de afaceri, evaluare companii sau structurare de tranzacții.
Raiffeisen Banca pentru Locuințe (RBL) este prima bancă de economisire - creditare din sistemul bancar românesc,
înființată în anul 2004.
În anul 2008 a preluat banca concurentă HVB Banca pentru Locuințe.

### Raiffeisen Asset Management
Raiffeisen Asset Management (RAM) este o societate de administrare a investițiilor.
Raiffeisen Asset Management este a doua societate de administrare a investițiilor din România după totalul activelor, cu o cotă de piață de 24,5% în octombrie 2009, având în administrare active de 935 milioane de lei.
Compania administrează șapte fonduri de investiții, dintre care șase sunt deschise, iar unul este fond închis - Raiffeisen Strategii Valutare.
Raiffeisen Asset Management administrează fondurile deschise Raiffeisen Euro Plus (singurul fond local cu investiții exclusiv în instrumente purtătoare de dobândă denominate în euro), Raiffeisen Monetar (fond monetar care investește în depozite bancare și alte instrumente ale pieței monetare), Raiffeisen Confort (fond de investiții cu capital protejat), Raiffeisen Benefit (investește până la 50% din active în acțiuni atât pe piața locală, cât și pe bursele externe), Raiffeisen Prosper (investește maximum 90% din active în acțiuni pe burse) și Raiffeisen Romania Acțiuni (cu plasamente integrale în acțiuni ale unor companii de pe piața locală).
Totodată, compania administrează și un fond de pensii facultative, Raiffeisen Acumulare.